# 선정왕후 (목종)
선정왕후 유씨(宣正王后 劉氏, 생몰년 미상)는 고려의 제7대 왕 목종의 왕비이다.

## 생애
본관은 충주이다. 태조의 손자인 홍덕원군과 부인 유씨의 딸로, 언제 태어났는지는 자세히 알 수 없다. 그녀의 성씨인 유씨는 어머니의 성을 따른 것으로 보인다. 훗날 아버지 홍덕원군이 일찍 죽자 어머니 유씨는 성종에게 재가하여 문덕왕후가 되었다.
선정왕후는 외사촌 목종과 혼인하여 왕후가 되었다. 그 밖의 그녀의 생애에 대해서는 자세히 기록된 바가 없으며, 언제 죽었는지도 알 수 없다. 사망 후 목종과 합장되었으며, 훗날 여러 차례에 걸쳐 시호를 받아 의절안헌정신양견원정선정왕후(懿節安獻貞愼襄堅元貞宣正王后)가 되었다. 소생은 없었다.

## 가족 관계
- 조부 : 수명태자(壽命太子, 생몰년 미상)
  - 아버지 : 홍덕원군 왕규(弘德院君 王圭, 생몰년 미상)
- 외조부 : 제4대 광종(光宗, 925~975 재위:949~975)
- 외조모 : 대목왕후(大穆王后, 생몰년 미상)
  - 어머니 : 문덕왕후(文德王后, 생몰년 미상)
  - 시아버지 : 제5대 경종(景宗, 955~981 재위: 975~981)
  - 시어머니 : 헌애왕후(獻哀王后, 964~1029)
    - 남편 : 제7대 목종(穆宗, 980~1009 재위: 997~1009)

## 선정왕후가 등장한 작품
- 《천추태후》(KBS, 2009년, 배우:이인혜, 한보배)

## 참고 자료
- 《고려사》〈열전-후비전〉